# Tiulgan
Tiulgan (ros. Тюльган) – osiedle w Rosji, w obwodzie orenburskim, ośrodek administracyjny rejonu tiulgańskiego. W 2010 liczyło 8959 mieszkańców.